# NGC 5847
NGC 5847 is een spiraalvormig sterrenstelsel in het sterrenbeeld Maagd. Het hemelobject werd op 25 maart 1865 ontdekt door de Duitse astronoom Albert Marth.

## Synoniemen
- MCG 1-38-30
- ZWG 48.120
- IRAS 15039+0633
- PGC 53928